# 54-es busz (Budapest)
A budapesti 54-es jelzésű autóbusz a Boráros tér HÉV-állomás és Pestszentimre, Ültetvény utca között közlekedik. Bizonyos menetek Péterimajor, Víztorony térig meghosszabbítva járnak. A viszonylatot a Budapesti Közlekedési Zrt. üzemelteti. Útvonala a Boráros tér és Pestszentimre vasútállomás között megegyezik az 55-ös busszal, azzal összehangoltan közlekedik.

## Története
1953. október 5-én 54-es jelzéssel indított új járatot a FAÜ a Nagyvárad tér és a kispesti Malinovszkij út között. 1957. április 3-ától a Boráros tértől indult és Gyál, Tanácsházig meghosszabbították. Ugyanekkor a Boráros tér és a Malinovszkij út között 54A jelzésű betétjáratot is indítottak. 1959. április 13-ától útépítés miatt az 54-es busz nem járt, az 54A járatot sűrítették, illetve 54B jelzéssel mentesítő járat indult Pestimre felső, MÁV-állomás és Gyál, Tanácsház között. Július 13-án az 54B járatot 94-esre számozták át, az építkezés befejezése után az 54-es Gyál helyett az Ültetvény utcáig járt. 1961. július 3-án az 54A busz jelzését 54Y-ra módosították. 1964. augusztus 3-án a Boráros tér és a Nagykőrösi út között 54B jelzésű betétjáratot indítottak, ugyanekkor az 54A a Boráros tér és a Használt Cikkeket Értékesítő Vállalat új telephelye között járt. 1967. március 20-ától 54C jelzéssel újabb betétjáratot indítottak a Boráros tér és a Pestimre, Dózsa György út között. 1968. szeptember 13-án egyszerűsítették a betétjáratokat, az 54-es maradt a Boráros tér és az Ültetvény között, 54A jelzéssel a Boráros tér és Pestimre, Dózsa György út, 54B jelzéssel pedig a Boráros tér és Hullay Jenő út között jártak a buszok. Az 54Y jelzésű járat változatlanul a Boráros tér és Ady Endre utca között közlekedett. 1969. december 1-jén 154-es jelzésű gyorsjárat is indult a Boráros tér és a Dózsa György út között, részben az 54A üzemidejében. 1972. január 3-án az 54-es járat csuklósítása miatt az 54A betétjárat megszűnt. 1973. szeptember 3-án 154E jelzésű expresszjárat indult a Boráros tér és a Dózsa György út között, a két végállomás között pedig nem állt meg. 1975. augusztus 4-én az 54-es buszt visszavágták a Dózsa György útig, az Ültetvény utcáig az új 93Y busz ment ki. Még ugyanezen év november 3-án visszahelyezték az 54-est az Ültetvény utcához, a 93Y-t pedig visszavágták a Dózsa György útig. 1977. január 1-jén az 54Y a 154-es jelzést kapta, a gyorsjáratokat pedig az 54-es és az 54E jelzésekkel látták el. 1980. március 30-ától a 154-es és az 54E buszok végállomását az újonnan átadott Határ úti metróállomáshoz tették át. 1989. május 28-ától vasárnapi napokon 54R jelzésű járatot indítottak a Boráros tér és a Gyáli piac között, majd 1990. június 3-án átnevezték GY buszra. 1990. szeptember 3-ától az 54E járat 54-es jelzéssel közlekedett, a korábbi ugyanilyen jelzésű gyorsjáratot pedig megszüntették. 2005. december 1-jén a 154-es járat is betétjáratokat kapott, 154A jelzéssel a Határ út és Soroksár, Auchan áruház között, kispesti betérés nélkül, illetve 154B jelzéssel a Határ út és a Használtcikk piac között.
2006. október 1-jén a 54-es járat megszüntetésével, valamint a 94-es és 294-es buszok átalakításával egy időben az 54-es busszal párhuzamosan új járatokat indítottak, többek között az 55-öst, amely Boráros tér és Gyál, Vecsési út között közlekedik. Az 55-ös az 54-essel megegyező útvonalon jár a Boráros tér és Pestszentimre vasútállomás közötti szakaszon. A 54-es kiváltására indították be a 84-es, 89-es, és a 94E jelzésű járatokat. Az akkori 94-es menetrendje is megváltozott. Később, a 2008-as paraméterkönyv bevezetésekor a gyorsjáratok jelzése megváltozott.
2010. május 1-jén új megálló létesült a Millenniumi Kulturális Központnál.
2020. szeptember 1-jétől 8 és 20 óra között minden menet meghosszabbítva, Péterimajor, Víztorony térig közlekedik.

## Útvonala
Az 54-es busz négy budapesti kerületen halad át: a Boráros tér és a Határ út között a IX. kerületi Ferencvároson; a Határ út és az M5-ös autópálya Budapest közötti szakaszán a XIX. kerületi Kispesten és az utolsó szakaszán pedig a XVIII. kerületi Pestszentimrén. A Péterimajorig közlekedő menetek érintik a XXIII. kerület területét is, azonban az Ültetvény utcáig közlekedők végpontja Pestszentimre.
| Pestszentimre, Ültetvény utca felé | Péterimajor, Víztorony tér felé |  |
| Boráros tér H vá. – Boráros tér – Soroksári út – Illatos út – Nagykőrösi út – Dózsa György utca – Pestszentimre, Ültetvény utca vá. (– Dózsa György utca – Pétermajori bekötőút – Víztorony tér – Víztorony tér vá.) |                                 |  |
| Boráros tér felé |                                 |  |
| (Víztorony tér vá. – Péterimajori bekötőút – Dózsa György utca –) Ültetvény utca vá. – Dózsa György utca – Nagykőrösi út – Illatos út – Soroksári út – Boráros tér – Boráros tér H vá.                               |                                 |  |

## Járművek
A viszonylaton 2006-ban forgalomba állították az akkor újonnan vásárolt Volvo 7700A típusú buszokat.

## Megállóhelyei
Az átszállási kapcsolatok között a Boráros tér és Pestszentimre vasútállomás között azonos útvonalon közlekedő 55-ös busz nincs feltüntetve!
| 54 (Boráros tér H ◄► Pestszentimre, Ültetvény utca ◄► Péterimajor, Víztorony tér) | 54 (Boráros tér H ◄► Pestszentimre, Ültetvény utca ◄► Péterimajor, Víztorony tér) | 54 (Boráros tér H ◄► Pestszentimre, Ültetvény utca ◄► Péterimajor, Víztorony tér)                 | 54 (Boráros tér H ◄► Pestszentimre, Ültetvény utca ◄► Péterimajor, Víztorony tér) | 54 (Boráros tér H ◄► Pestszentimre, Ültetvény utca ◄► Péterimajor, Víztorony tér) | 54 (Boráros tér H ◄► Pestszentimre, Ültetvény utca ◄► Péterimajor, Víztorony tér) | 54 (Boráros tér H ◄► Pestszentimre, Ültetvény utca ◄► Péterimajor, Víztorony tér)                                       | 54 (Boráros tér H ◄► Pestszentimre, Ültetvény utca ◄► Péterimajor, Víztorony tér) |
| Perc (↓)                                                                          | Perc (↓)                                                                          | Megállóhely                                                                                       | Perc (↑)                                                                          | Perc (↑)                                                                          | Átszállási kapcsolatok                                                            | Létesítmények |                                                                                   |
| --------------------------------------------------------------------------------- | --------------------------------------------------------------------------------- | ------------------------------------------------------------------------------------------------- | --------------------------------------------------------------------------------- | --------------------------------------------------------------------------------- | --------------------------------------------------------------------------------- | --- | --------------------------------------------------------------------------------- |
| 0                                                                                 | 0                                                                                 | Boráros tér H végállomás                                                                          | 36                                                                                | 39                                                                                | 2, 2B, 4, 6, 23 15, 212, 212A, 212B, 223E, 224, 224E, 255E                        | HÉV-állomás, autóbusz-állomás, Petőfi híd, Ibis Styles Budapest City Hotel, Duna Ház Bevásárlóközpont                   |                                                                                   |
| 2                                                                                 | 2                                                                                 | Haller utca / Soroksári út                                                                        | 34                                                                                | 37                                                                                | 2, 2B, 23, 24 223E, 224, 224E, 255E                                               | Zwack Unicum Múzeum és Látogatóközpont, Dandár Gyógyfürdő, NAV Központi ügyfélszolgálat, Millenniumi Kulturális Központ |                                                                                   |
| 3                                                                                 | 3                                                                                 | Müpa – Nemzeti Színház H                                                                          | 33                                                                                | 36                                                                                | 2, 24 224                                                                         | HÉV-megállóhely, Millenniumi Kulturális Központ, Müpa, Nemzeti Színház                                                  |                                                                                   |
| 5                                                                                 | 5                                                                                 | Közvágóhíd H                                                                                      | 31                                                                                | 34                                                                                | 1, 2, 24 179, 223E, 224, 224E, 255E                                               | HÉV-állomás, OBI áruház, Budapest Park, Rákóczi híd                                                                     |                                                                                   |
| 6                                                                                 | 6                                                                                 | Földváry utca (↓) Koppány utca (↑)                                                                | 30                                                                                | 33                                                                                | 224                                                                               | Tesco áruház |                                                                                   |
| 7                                                                                 | 7                                                                                 | Beöthy utca                                                                                       | 28                                                                                | 31                                                                                | 224                                                                               | |                                                                                   |
| 9                                                                                 | 9                                                                                 | Kén utca H (Illatos út)                                                                           | 26                                                                                | 29                                                                                | 224, 255E                                                                         | Vasútállomás, HÉV-állomás, Illa Center bevásárlóközpont, Canada Hotel, Jaschik Álmos Művészeti Szakgimnázium            |                                                                                   |
| 11                                                                                | 11                                                                                | Gubacsi út                                                                                        | 25                                                                                | 28                                                                                | 2B, 51                                                                            | |                                                                                   |
| 12                                                                                | 12                                                                                | Külső Mester utca                                                                                 | 24                                                                                | 27                                                                                |                                                                                   | |                                                                                   |
| 13                                                                                | 13                                                                                | Táblás utca                                                                                       | 23                                                                                | 26                                                                                | 255E                                                                              | |                                                                                   |
| 13                                                                                | 13                                                                                | Gyáli út                                                                                          | 21                                                                                | 24                                                                                |                                                                                   | |                                                                                   |
| 15                                                                                | 15                                                                                | Nagykőrösi út / Határ út                                                                          | 20                                                                                | 23                                                                                | 66, 66B, 66E, 84E, 89E, 94E, 123, 123A, 148, 254E, 255E, 294E 3, 52               | |                                                                                   |
| 16                                                                                | 16                                                                                | Rákóczi utca (↓) Gomb utca (↑)                                                                    | 19                                                                                | 22                                                                                |                                                                                   | |                                                                                   |
| 17                                                                                | 17                                                                                | Kossuth Lajos utca (↓) Újlaki utca (↑)                                                            | 18                                                                                | 21                                                                                | 254E                                                                              | |                                                                                   |
| 18                                                                                | 18                                                                                | Irányi utca (↓) Pannónia út (↑)                                                                   | 17                                                                                | 20                                                                                |                                                                                   | |                                                                                   |
| 19                                                                                | 19                                                                                | Nagysándor József utca (↓) Hunyadi utca (↑)                                                       | 16                                                                                | 19                                                                                | 84E, 89E, 99, 151, 294E 607, 608, 656, 657, 679                                   | |                                                                                   |
| 20                                                                                | 20                                                                                | Debrecen utca (↓) Batthyány utca (↑)                                                              | 15                                                                                | 18                                                                                |                                                                                   | |                                                                                   |
| 21                                                                                | 21                                                                                | Radnó utca (↓) Zrínyi utca (↑)                                                                    | 14                                                                                | 17                                                                                | 68                                                                                | |                                                                                   |
| 21                                                                                | 21                                                                                | Kéreg utca (↓) Vas Gereben utca (↑)                                                               | 13                                                                                | 16                                                                                | 68, 84E, 89E, 294E                                                                | |                                                                                   |
| 22                                                                                | 22                                                                                | Alvinc utca                                                                                       | ∫                                                                                 | ∫                                                                                 |                                                                                   | |                                                                                   |
| 22                                                                                | 22                                                                                | Naszód utca (Használtcikk piac) (↓) Használtcikk piac (↑)                                         | 12                                                                                | 15                                                                                | 84E, 89E, 294E 607, 608                                                           | |                                                                                   |
| 24                                                                                | 24                                                                                | Autópiac                                                                                          | 11                                                                                | 14                                                                                |                                                                                   | Autópiac |                                                                                   |
| 26                                                                                | 26                                                                                | Szentlőrinci út (Szentlőrinci út (gyorsétterem))*                                                 | 9                                                                                 | 12                                                                                | 36, 84E, 89E, 94E, 198, 254E, 255E, 294E                                          | Dél-pesti autóbuszgarázs                                                                                                |                                                                                   |
| 27                                                                                | 27                                                                                | Kamiontelep                                                                                       | 9                                                                                 | 12                                                                                | 84E, 89E, 94E, 254E, 294E                                                         | Kamion parkoló |                                                                                   |
| 27                                                                                | 27                                                                                | Közdűlő út                                                                                        | 8                                                                                 | 11                                                                                |                                                                                   | |                                                                                   |
| 28                                                                                | 28                                                                                | Zöldségpiac                                                                                       | 7                                                                                 | 10                                                                                | 84E, 89E, 294E                                                                    | Nagykőrösi úti piac |                                                                                   |
| 29                                                                                | 29                                                                                | Pestszentimre felső vasútállomás                                                                  | 6                                                                                 | 9                                                                                 | 84E, 89E, 294E S21                                                                | Vasútállomás |                                                                                   |
| 30                                                                                | 30                                                                                | Bethlen Gábor utca                                                                                | 5                                                                                 | 8                                                                                 | 84E, 89E, 255E, 294E                                                              | |                                                                                   |
| 31                                                                                | 31                                                                                | Eke utca                                                                                          | 4                                                                                 | 7                                                                                 | 84E, 89E, 294E                                                                    | |                                                                                   |
| 33                                                                                | 33                                                                                | Pestszentimre vasútállomás (Dózsa György utca) (↓) Pestszentimre vasútállomás (Nagykőrösi út) (↑) | 3                                                                                 | 6                                                                                 | 84E, 89E, 94E, 166, 254E, 255E, 266, 294E S21                                     | Városközpont, Vasútállomás, Szentimrei Diána Gyógyszertár                                                               |                                                                                   |
| 34                                                                                | 34                                                                                | Szélső utca                                                                                       | 2                                                                                 | 5                                                                                 | 166                                                                               | |                                                                                   |
| 34                                                                                | 34                                                                                | Lajos utca                                                                                        | 1                                                                                 | 4                                                                                 | 166                                                                               | |                                                                                   |
| 35                                                                                | 35                                                                                | Pestszentimre, Ültetvény utca (↓) Ültetvény utca (↑) vonalközi végállomás                         | 0                                                                                 | 3                                                                                 | 166                                                                               | |                                                                                   |
| 8 és 20 óra között minden menet a Víztorony térig közlekedik.                     |                                                                                   |                                                                                                   |                                                                                   |                                                                                   |                                                                                   | |                                                                                   |
|                                                                                   | 38                                                                                | Víztorony tér végállomás                                                                          |                                                                                   | 0                                                                                 | 166                                                                               | |                                                                                   |

*A reggeli órákban néhány járat a Szentlőrinci út helyett a Szentlőrinci út (gyorsétterem) megállóból indul Pestszentimre, Ültetvény utca felé.

## Képgaléria

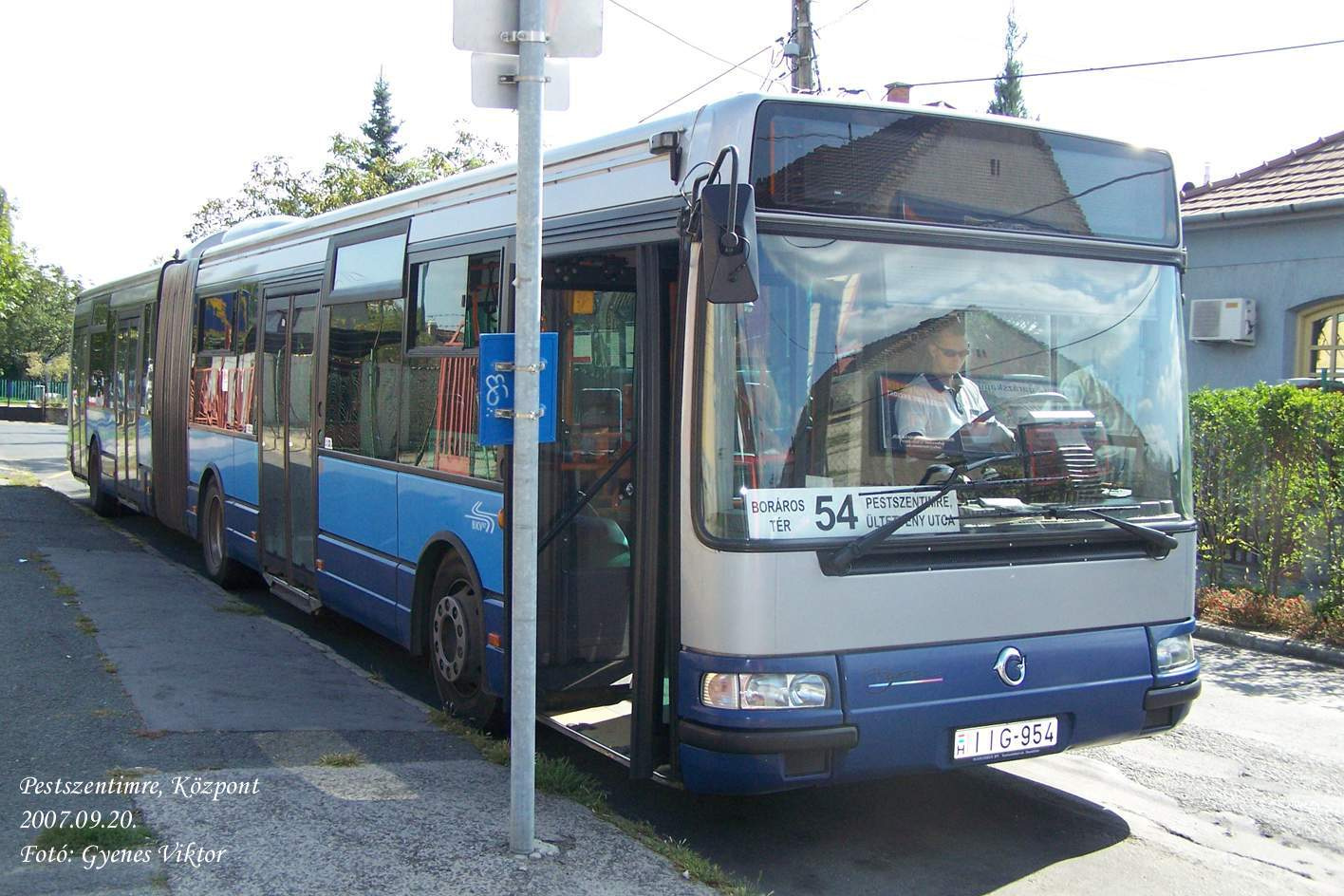
A vonalon korábban sűrűn megfordult az Agora busz
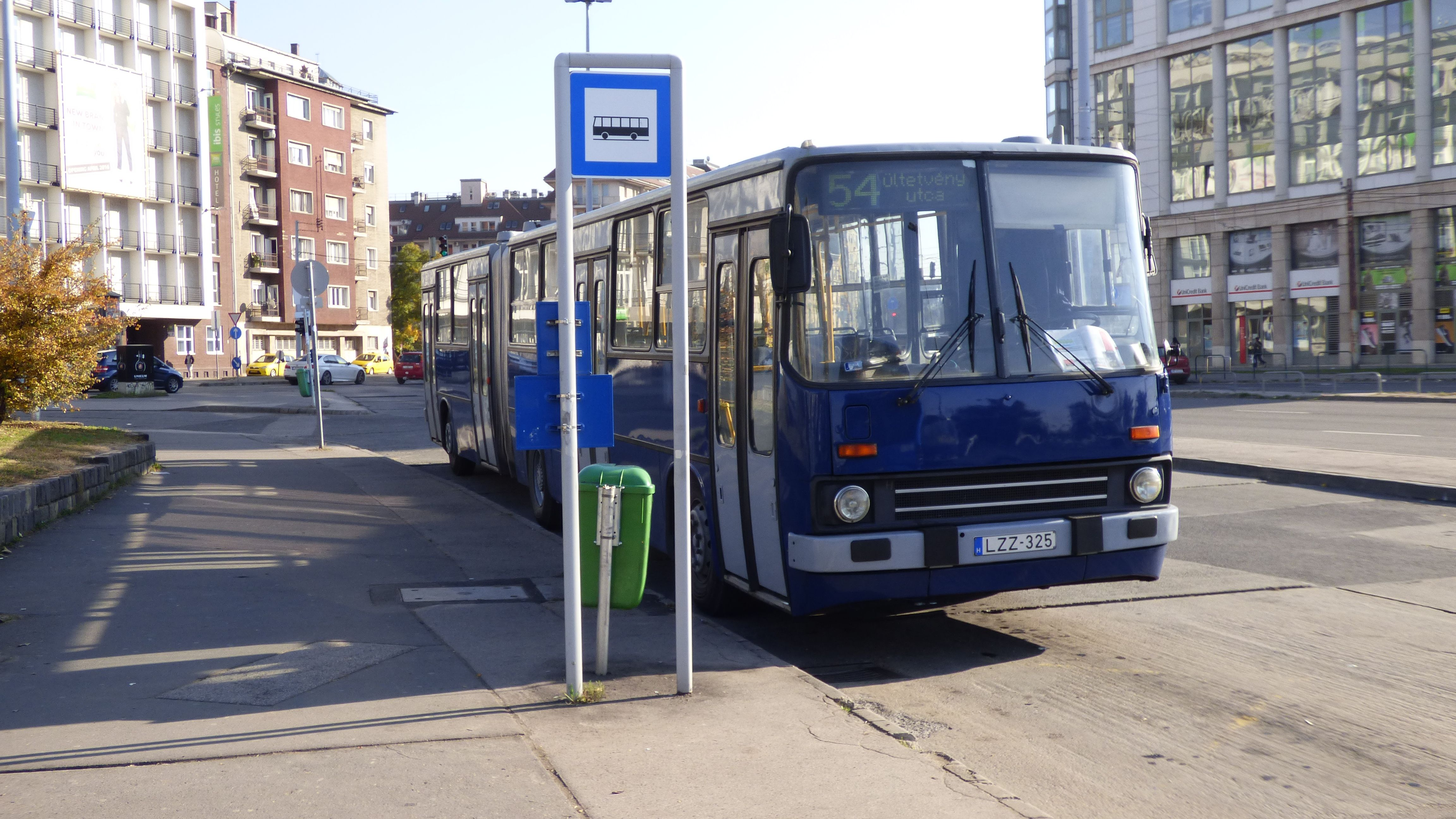
Ikarus 280-as busz a Boráros téren
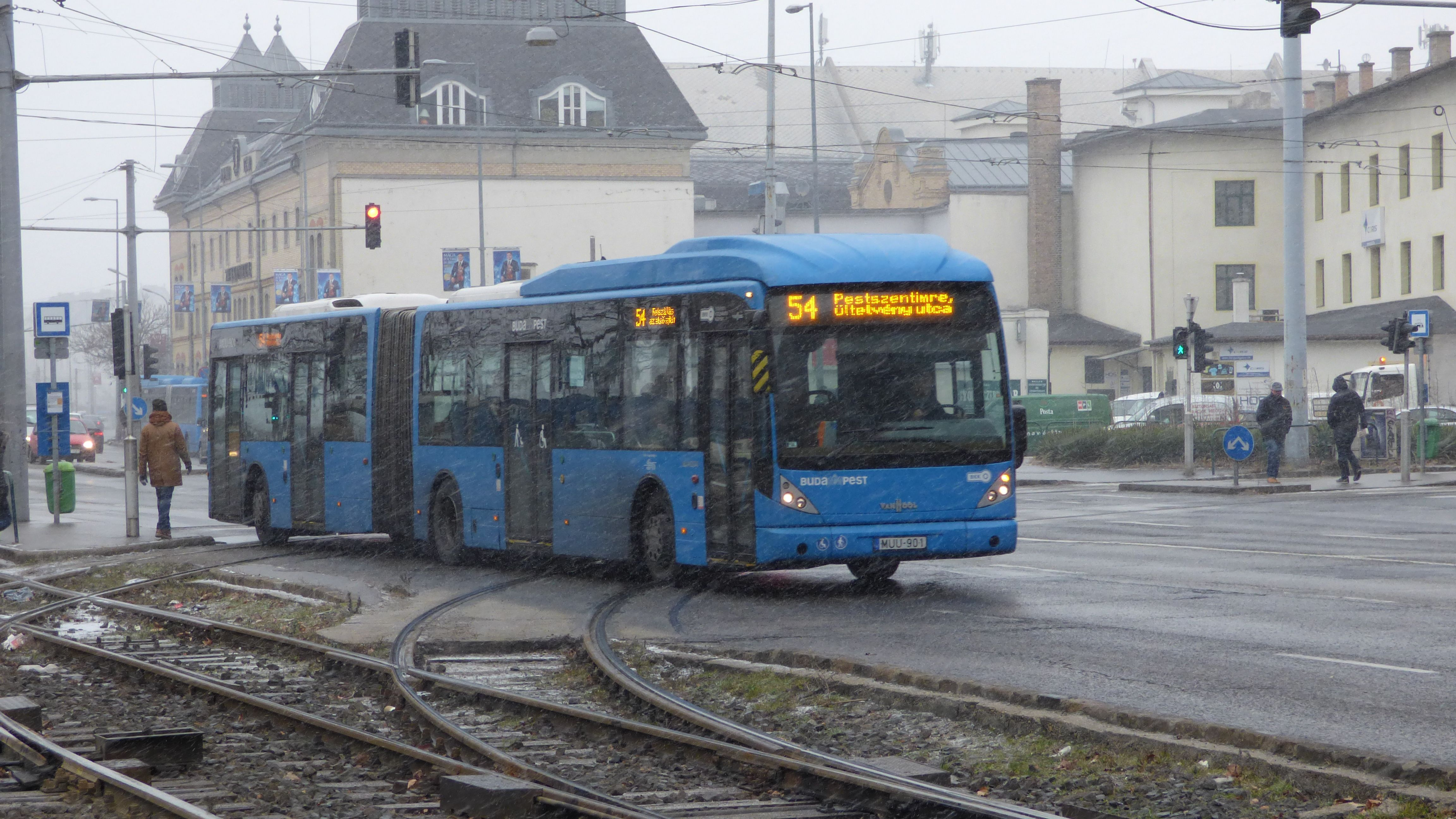
Van Hool newAG300-as busz a Soroksári úton
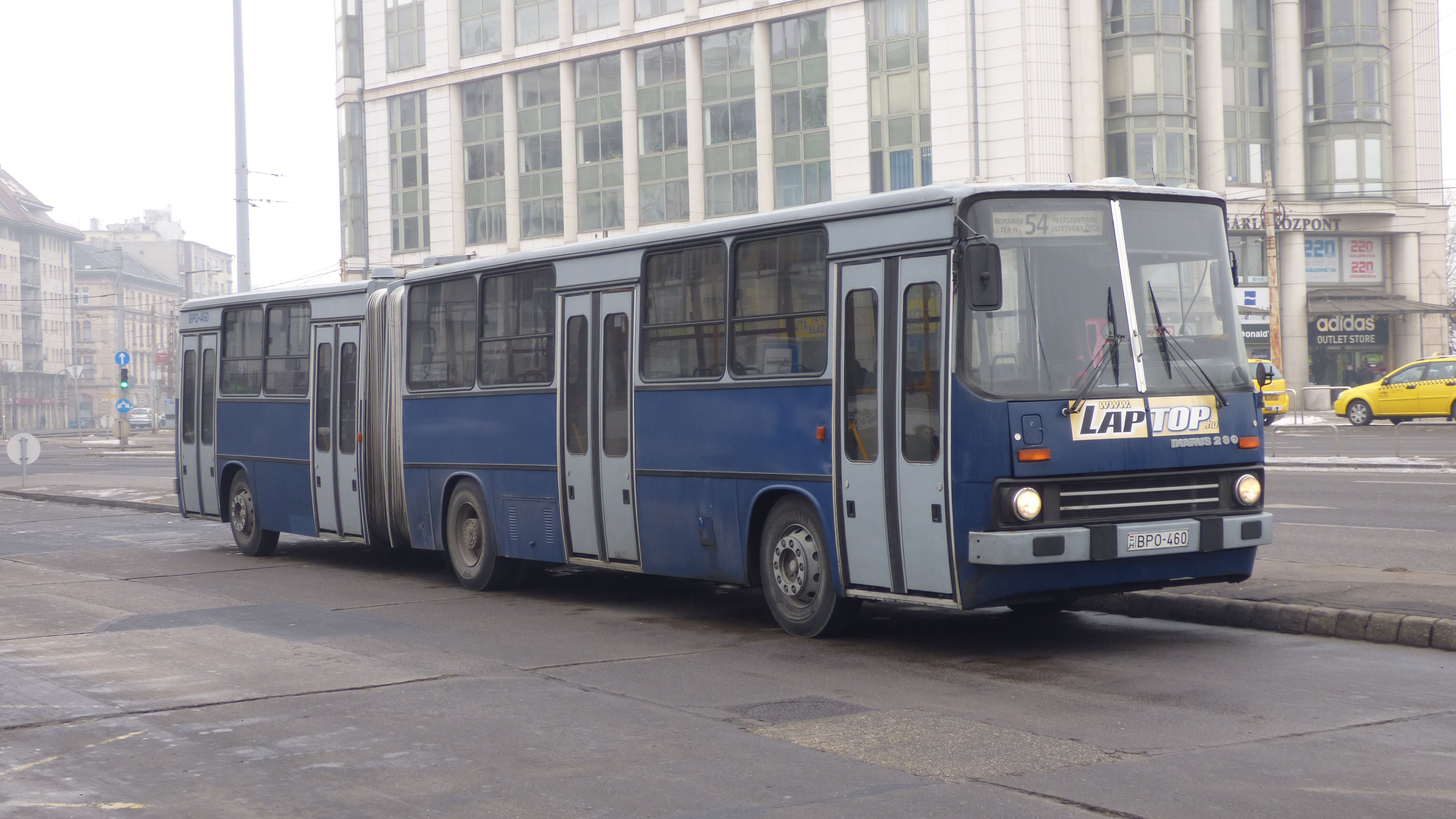
Ikarus 280-as busz a Boráros téren